# Dariusz Dudka
Dariusz Dudka (* 9. prosince 1983, Kostrzyn nad Odrą, Polsko) je polský fotbalový záložník nebo obránce, který působí v polském klubu Lech Poznań. Od roku 2004 je také polským reprezentantem. Je členem Klubu Wybitnego Reprezentanta, který sdružuje polské fotbalisty s 60 a více starty za národní tým.

## Klubová kariéra
Fotbalovou kariéru zahájil v klubu Celuloza Kostrzyn. V roce 1999 odešel do celku Amica Wronki, kde působil až do roku 2005. Poté přestoupil do jiného polského týmu Wisła Kraków. Následně odešel do zahraničí, nejprve do Francie do mužstva AJ Auxerre a v roce 2012 do španělského Levante. V Levante však odehrál jen 3 ligové zápasy, v červnu 2013 mu zde skončila smlouva. Poté trénoval s B-týmem Lechu Poznań a hledal si angažmá. Koncem října 2013 podepsal krátkodobý 2měsíční kontrakt s týmem Birmingham City hrajícím anglickou Football League Championship.

### Klubové statistiky
| 1999/2000                 | Amica Wronki    | Ekstraklasa                  | 2  | 0 |
| 2000/2001                 | Amica Wronki    | Ekstraklasa                  | 17 | 0 |
| 2001/2002                 | Amica Wronki    | Ekstraklasa                  | 23 | 0 |
| 2002/2003                 | Amica Wronki    | Ekstraklasa                  | 4  | 0 |
| 2003/2004                 | Amica Wronki    | Ekstraklasa                  | 23 | 0 |
| 2004/2005                 | Amica Wronki    | Ekstraklasa                  | 23 | 0 |
| 2005/2006                 | Amica Wronki    | Ekstraklasa                  | 1  | 0 |
| 2005/2006                 | Wisła Kraków    | Ekstraklasa                  | 29 | 1 |
| 2006/2007                 | Wisła Kraków    | Ekstraklasa                  | 28 | 3 |
| 2007/2008                 | Wisła Kraków    | Ekstraklasa                  | 20 | 1 |
| 2008/2009                 | AJ Auxerre      | Ligue 1                      | 28 | 1 |
| 2009/2010                 | AJ Auxerre      | Ligue 1                      | 19 | 0 |
| 2010/2011                 | AJ Auxerre      | Ligue 1                      | 29 | 3 |
| 2011/2012                 | AJ Auxerre      | Ligue 1                      | 34 | 2 |
| 2012/2013                 | Levante         | Primera División             | 3  | 0 |
| 2013/2014                 | Birmingham City | Football League Championship | 2  | 0 |
| Platí k 1. listopadu 2013 |                 |                              |    |   |

## Reprezentační kariéra
12. července 2004 debutoval v A-mužstvu Polska v přátelském zápase s USA, Poláci remizovali v Chicagu 1:1.
Zúčastnil se EURA 2008 ve Švýcarsku a Rakousku, EURA 2012 v Polsku a na Ukrajině a Mistrovství světa 2006 v Německu.

### EURO 2008
Na Mistrovství Evropy 2008 konaném ve Švýcarsku a Rakousku nastupoval na různých postech. Odehrál všechny tři zápasy polského týmu (vedeného nizozemským trenérem Leo Beenhakkerem) na šampionátu, postupně 8. června proti Německu (porážka 0:2, hrál na pozici středního záložníka), 12. června proti Rakousku (remíza 1:1, na postu pravého záložníka) a 16. června proti Chorvatsku (porážka 0:1, na postu středního obránce). Polsko se do čtvrtfinále neprobojovalo, obsadilo se ziskem 1 bodu poslední čtvrté místo základní skupiny B.

### EURO 2012
Na Mistrovství Evropy 2012, kde mělo Polsko jako pořadatelská země (společně s Ukrajinou) jistou účast, se v zahajovacím utkání celého šampionátu 8. června s Řeckem (remíza 1:1) neobjevil. 12. června proti Rusku (1:1) hrál do 73. minuty a 16. června proti České republice (prohra 0:1) odehrál kompletní střetnutí. Polsko do čtvrtfinále nepostoupilo, obsadilo se ziskem 2 bodů poslední čtvrté místo základní skupiny A.

### Reprezentační góly
Góly Dariusze Dudky za A-tým Polska
| 010                  | 3. 2. 2007  | Jerez de la Frontera, Španělsko | Estonsko    | 0:1 | 0:4 | Přátelský zápas          |
| 02                   | 24. 3. 2007 | Varšava, Polsko                 | Ázerbájdžán | 2:0 | 5:0 | Kvalifikace na Euro 2008 |
| Platí k 22. 10. 2014 |             |                                 |             |     |     |                          |